# ブロニスラヴァ (小惑星)
ブロニスラヴァ (1315 Bronislawa) は、小惑星帯に位置する小惑星である。ベルギーの天文学者シルヴァン・アランがベルギー王立天文台で発見した。
ポーランドの聖ヒヤツィント (en) の姪で、プレモンストラテンシアン修道院の修道女だった福者ブロニスラヴァ（ブロニスワヴァ） (en) にちなんで名付けられた。